# RMC 136a1
RMC 136a1 ou R136a1 é uma estrela Wolf-Rayet no centro do aglomerado estelar RCM 136, na Nebulosa da Tarântula. Com uma massa estimada de 265 vezes a massa solar, é a estrela mais massiva conhecida. Durante seu nascimento, sua massa era ainda maior, estimada em 320 vezes a massa solar. Sua temperatura efetiva é de 53 000 K.
A RMC 136a1 fica a uma distância de 165 mil anos-luz da Terra, inserida na Grande Nuvem de Magalhães. Comparativamente ao Sol, ela seria cerca de 35,4 vezes maior e 8,7 milhões de vezes mais luminosa.
A descoberta foi realizada com a ajuda do Very Large Telescope (VLT), instalado no deserto de Atacama, norte do Chile. As pesquisas foram publicadas no Monthly Notices of the Royal Astronomical Society e se referem a dois aglomerados estelares, sendo um deles o R136a.

## Descoberta

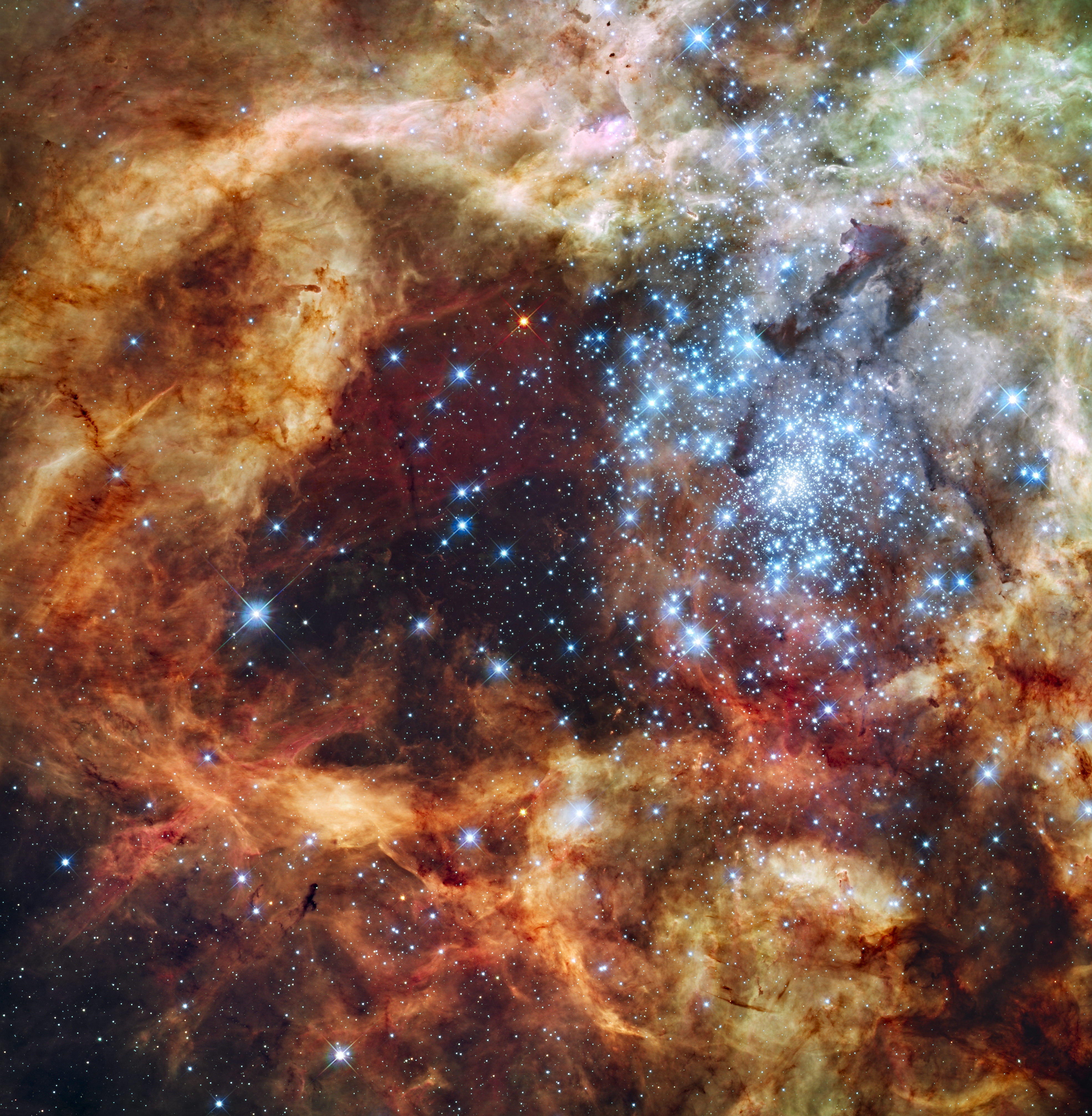
R136 em luz ultravioleta, visível e vermelha pelo instrumento Wide Field Camera 3, do Telescópio Espacial Hubble

Em 1960, um grupo de astrônomos no Observatório Radcliffe em Pretória fez observações sistemáticas do brilho e espectro de estrelas brilhantes na Grande Nuvem de Magalhães. Entre os objetos catalogados estava RMC 136 (Radcliffe Magellanic Cloud 136), a "estrela" central da Nebulosa da Tarântula, a qual foi considerado pelos observadores um provável sistema estelar múltiplo. Observações subsequentes mostraram que R136 estava no meio de uma grande região de hidrogênio interestelar ionizado, conhecida como uma região HII, que era um centro de intensa formação estelar nas redondezas das estrelas observadas.
Em 1979, o telescópio de 3,6 metros do Observatório Europeu do Sul foi usado para resolver R136 em três componentes; R136a, R136b e R136c. A natureza exata de R136a permaneceu incerta e foi tópico de discussão intensa. Estimativas de que o brilho da região central só seria explicado por mais de cem estrelas quentes de classe O em um raio de um parsec do centro do aglomerado levaram à especulação de que uma estrela com 3 000 vezes a massa do Sol seria a explicação mais provável.
A primeira demonstração de que R136a é um aglomerado estelar foi fornecida por Weigelt e Beier em 1985. Usando a técnica de interferometria, foi mostrado que R136a é composto por 8 estrelas em um ângulo de 1 segundo de arco no centro do aglomerado, com R136a1 sendo a mais brilhante.
A confirmação definitiva da natureza de R136a veio após o lançamento do Telescópio Espacial Hubble. A Wide Field and Planetary Camera (WFPC) mostrou que R136 contém mais de 200 estrelas de alta luminosidade e que R136a é formado por pelo menos 12 componentes. A mais avançada WFPC2 permitiu o estudo de 46 estrelas massivas e luminosas a até meio parsec de R136a e de mais de 3 000 estrelas em um raio de 4,7 parsecs.

## Visibilidade
No céu noturno, R136 aparece como um objeto de décima magnitude no núcleo do aglomerado NGC 2070, dentro da Nebulosa da Tarântula na Grande Nuvem de Magalhães. Foi necessário um telescópio de 3,6 metros para detectar R136a como um componente de R136 em 1979, e resolver R136a para detectar R136a1 requer um telescópio espacial ou técnicas sofisticadas como óptica adaptativa ou interferometria.
A sul do paralelo 20° sul, a Grande Nuvem de Magalhães é circumpolar, o que significa que ela está sempre acima do horizonte e pode ser observada à noite quando tempo e poluição luminosa permitem. No hemisfério norte, ela se torna visível a sul do paralelo 20° norte. Isso exclui a América do Norte (exceto o sul do México), toda Europa, norte da África (passando a ser visível a partir do sul do deserto do Saara), Ásia (excetos o sul e sudeste do continente, como o sul da península Arábica, centro-sul da Índia e de Myanmar, praticamente toda Tailândia e o Camboja, excetos os extremos norte do Vietnã e do Laos), e alguns poucos locais setentrionais da Oceania, como as ilhas Havaianas (exceto o sul na maior Ilha Havaí), atol Midway e norte das ilhas Marianas do Norte.

## Localização e distância

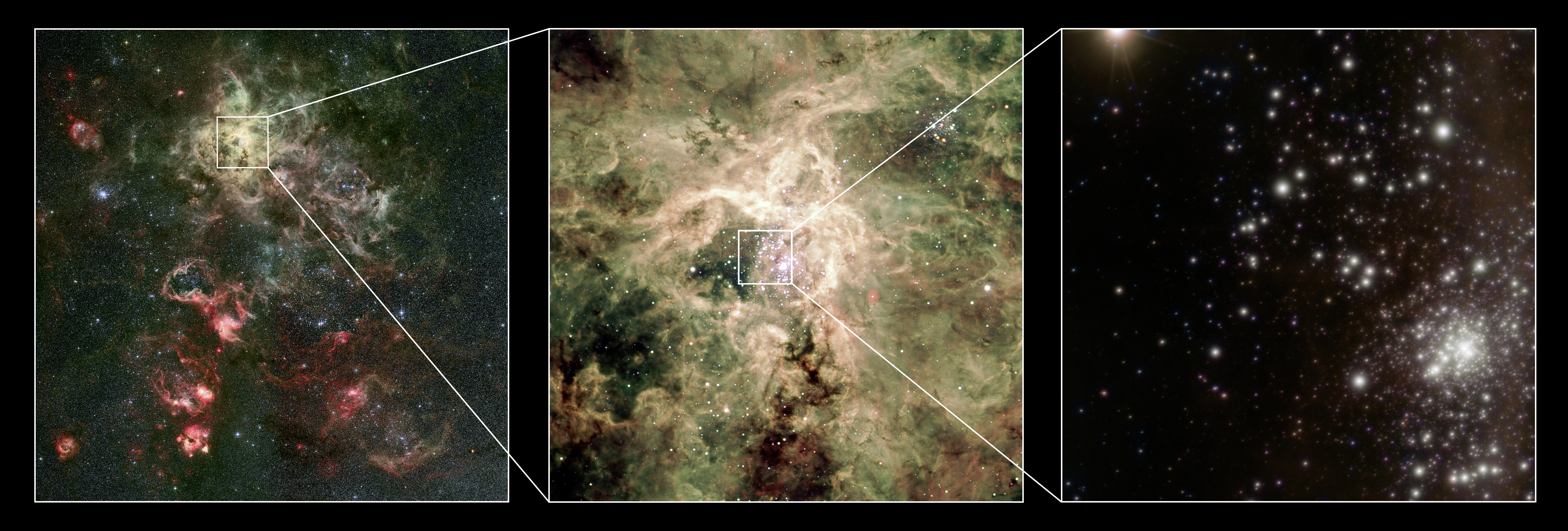
Zoom da Nebulosa da Tarântula até o aglomerado R136, visto no canto inferior direito da última imagem

O sistema R136a, no centro de R136, é um denso e luminoso conjunto de estrelas contendo pelo menos 12 estrelas, as mais proeminentes sendo R136a1, R136a2 e R136a3, todas estrelas WN5h massivas e luminosas. R136a1 está separada de R136a2, a segunda mais brilhante estrela do aglomerado, por apenas 5 000 UA.
R136 está localizado na Grande Nuvem de Magalhães, posicionado no canto sudeste da galáxia no centro da Nebulosa da Tarântula, também conhecida como 30 Doradus. R136 em si é apenas a concentração central de estrelas do mais extenso aglomerado aberto NGC 2070. A distância a R136a1 não pode ser medida diretamente, mas é assumido que a estrela esteja aproximadamente à mesma distância da Grande Nuvem de Magalhães, cerca de 50 mil parsecs (163 mil anos-luz). Em 2013, a observação de binárias eclipsantes na Grande Nuvem de Magalhães permitiu o cálculo da distância até a galáxia com precisão de 2%, com um valor encontrado de 49,97 ± 1,13 kpc.
Para uma estrela tão distante, R136a1 é relativamente pouco obscurecida por poeira interestelar. O fenômeno de avermelhamento causa seu brilho visual ser reduzido por cerca de 1,8 magnitudes, mas apenas cerca de 0,22 magnitudes no infravermelho próximo.

### Multiplicidade
Embora sistemas binários sejam muito comuns entre estrelas massivas, R136a1 parece ser uma estrela solitária já que nenhuma evidência de uma companheira massiva foi encontrada.
Emissão de raios X foi detectada de R136 pelo Observatório Chandra de Raios X. R136a e  R136c foram ambos detectados claramente, mas R136a não pôde ser distinguido. Outro estudo separou o par R136a1/2 de R136a3. R136a1/2 mostrou apenas emissão de raios X de baixa energia, que não são indicativos de ventos em colisão em um sistema binário.
Variações rápidas de velocidade radial pelo efeito Doppler seriam esperadas de um par de estrelas massivas em uma órbita curta, mas isso não é observado no espectro de R136a1. Uma inclinação orbital próxima de zero, uma estrela companheira mais distante, ou um alinhamento aleatório de duas estrelas distintas são possibilidades que não foram descartadas, mas são improváveis. Um sistema binário com componentes de massas muito diferentes é possível, mas não afetaria o modelamento das propriedades da estrela primária.

## Propriedades

### Classificação
R136a1 é uma estrela WN5h de alta luminosidade, colocando-a no extremo do canto superior esquerdo do diagrama Hertzsprung-Russell. Uma estrela Wolf-Rayet é reconhecida pelas intensas e largas linhas de emissão em seu espectro. Isso inclui linhas de íons de nitrogênio, hélio, carbono, oxigênio e ocasionalmente silício, mas com linhas de hidrogênio fracas ou ausentes. Uma estrela WN5 é classificada com base em linhas de emissão de hélio ionizado sendo muito mais intensas que linhas de hélio neutro, e tendo linhas de emissão de intensidade similar de NIII, NIV e NV. O "h" no tipo espectral indica emissão de hidrogênio significativa no espectro, e calcula-se que hidrogênio componha 40% da superfície por massa.
Estrelas WNh são uma classe de estrelas massivas e luminosas que ainda estão fundindo hidrogênio em seus núcleos. O espectro de emissão é produzido por um forte e denso vento estelar, e os níveis elevados de hélio e nitrogênio surgem de mistura por convecção trazendo os produtos do ciclo CNO para a superfície.

### Massa

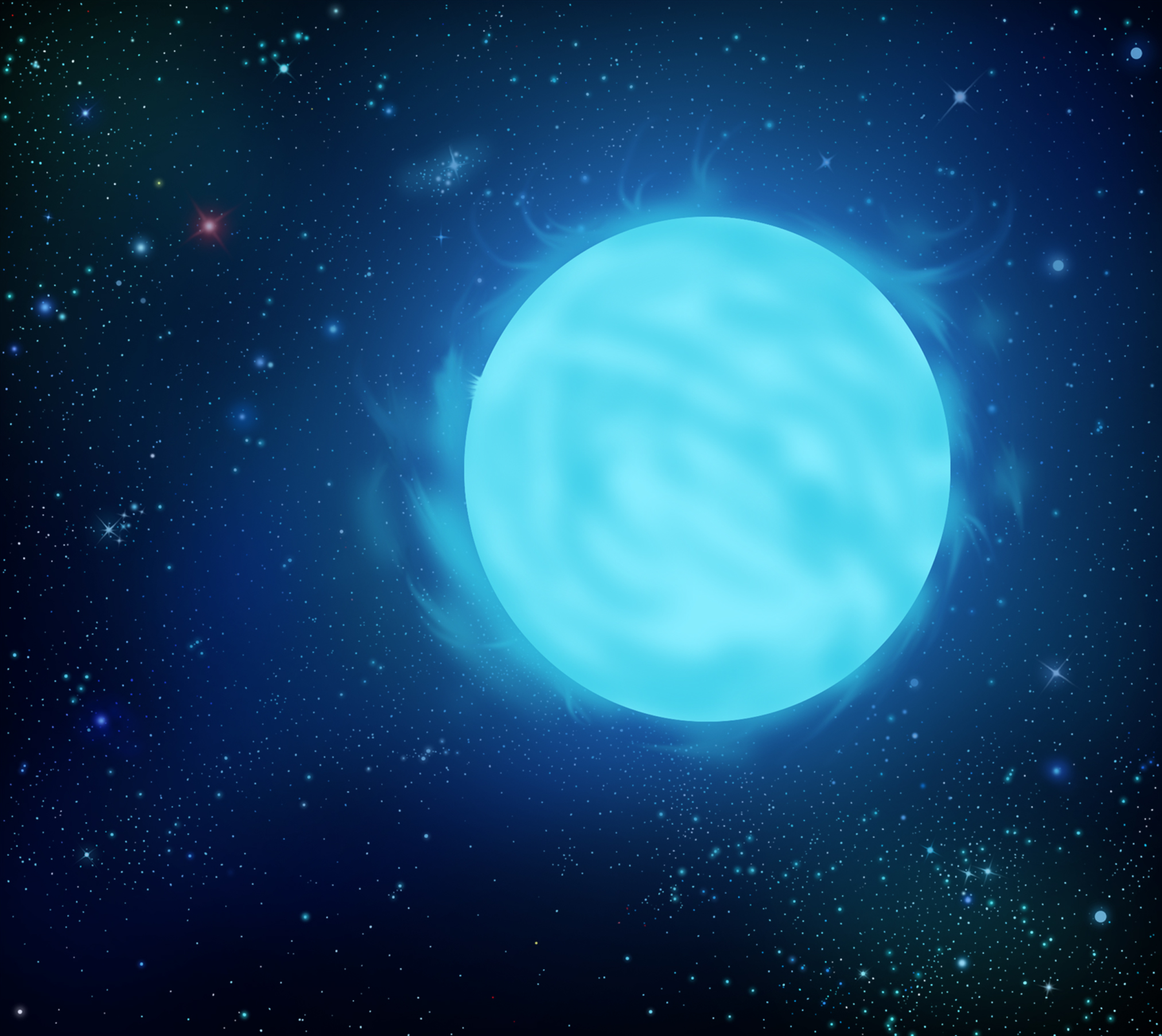
Impressão artística de R136a1

R136a1 é a estrela mais massiva conhecida, tendo provavelmente mais que o dobro da massa de Eta Carinae A, da Estrela da Pistola, ou de WR 102ka.
Uma massa evolucionária de 265+80
−25 M☉ é encontrada de espectros no infravermelho próximo (banda K) usando uma combinação de modelos de atmosferas estelares. Os modelos foram validados com a massa dinâmica (calculada diretamente da órbita, ao invés de estimada por modelos) derivada para a binária WN6h NGC 3603-A1. No pior caso de um alinhamento na linha de visão ou de uma binária de alta separação, as estrelas teriam cada uma 150 M☉. R136a1 corresponde às propriedades esperadas de uma estrela de rápida rotação com uma massa inicial de 320+100
−40 M☉, com a metalicidade da Grande Nuvem de Magalhães, após brilhar por cerca de 1,7 milhões de anos.
Uma massa atual de 256 M☉ é encontrada em uma análise similar usando modelos atmosféricos com espectros ópticos e ultravioletas e uma relação massa-luminosidade, assumindo uma estrela solitária.
Uma análise mais recente usando modelos evolucionários para derivar massa e idade a partir de parâmetros observados dá uma massa atual de 315+60
−50 M☉, com uma massa inicial de 325+55
−45 M☉, assumindo uma rotação inicial rápida, ou uma massa atual de 280+35
−30 M☉ (massa inicial de 315+50
−20 M☉) com uma rotação lenta. Em ambos os casos, a estrela tem uma idade de menos de 1 milhão de anos.

### Perda de massa
R136a1 está passando por perda de massa extrema através de um vento estelar atingindo uma velocidade de 2600 ± 150 km/s. Isso é causado pela intensa radiação da quente fotosfera acelerando material para longe da superfície mais rapidamente que a gravidade pode reter. Perda de massa é maior para estrelas de alta luminosidade com baixa gravidade superficial e níveis elevados de elementos pesados na fotosfera. R136a1 perde cerca de 5,1×10−5 M☉ por ano, mais um bilhão de vezes mais que o Sol, e espera-se que a estrela tenha perdido cerca de 50 M☉ desde sua formação.

### Luminosidade
Apenas em 2010 esta estrela foi reconhecida como a mais massiva e a mais luminosa conhecida. Estimativas anteriores tinham dado uma luminosidade tão baixa quanto 1 500 000 L☉.
Com cerca de 8 000 000 L☉, R136a1 é a estrela mais luminosa conhecida, irradiando mais energia em cinco segundos do que o Sol irradia em um ano. Se fosse colocada no lugar do Sol no centro do Sistema Solar, seria mais brilhante que o Sol por cerca de 94 000 vezes (MV = −7,6) e seria vista da Terra com uma magnitude aparente de −39. Seu brilho a uma distância de 10 parsecs, a magnitude absoluta visual, é de −7,6, três magnitudes mais brilhante que o brilho máximo de Vênus. Seu brilho à distância da estrela mais próxima da Terra, Proxima Centauri (um pouco mais que 1 parsec), seria similar ao da lua cheia.
R136a1 fornece cerca de 7% da energia de ionização de toda a região 30 Doradus, o equivalente a 70 estrelas O7 da sequência principal. Junto com R136a2, a3 e c, a estrela produz 43–46% da radiação do contínuo de Lyman (radiação com comprimento de onda menor que o limite da série de Lyman) de todo o aglomerado R136.
Estrelas massivas estão próximas do limite de Eddington, a luminosidade máxima em que a pressão de radiação para fora é igual à força de gravidade que comprime a estrela (equilíbrio hidrostático). Acima desse limite, uma estrela gera tanta energia que suas camadas externas são expelidas para fora. Isso efetivamente não permite que uma estrela brilhe a uma luminosidade maior por longos períodos.  O limite de Eddington clássico não é aplicável para estrelas que não estão em equilíbrio, como R136a1, e seu cálculo é extremamente complexo para estrelas reais. O limite empírico de Humphrey-Davidson foi identificado como um limite de luminosidade para estrelas observadas, mas modelos recentes têm tentado calcular limites de Eddington teóricos aplicáveis para estrelas massivas. R136a1 possui atualmente cerca de 70% de sua luminosidade de Eddington.

### Cor e temperatura
R136a1 tem uma temperatura superficial de mais de 50 000 K, quase dez vezes a temperatura do Sol, e com pico de radiação no ultravioleta extremo.
R136a1 tem um índice de cor B–V de cerca de 0,03, que é um valor típico de uma estrela de classe A. O índice de cor "U–V", medido pelos filtros de 336 nm e 555 nm do Telescópio Espacial Hubble, é de −1,28, mais indicativo de uma estrela extremamente quente. Essa grande variação de diferentes índices de cor em relação a um corpo negro é o resultado de poeira interestelar causando extinção e avermelhamento. O avermelhamento (EB–V) pode ser usado para estimar o nível de extinção visual (AV). Valores de EB–V de 0,29–0,37 foram medidos, com considerável incerteza devido à contaminação de estrelas próximas como R136a2 a 0,1" de distância, levando a uma extinção visual de cerca de 1,80 e um índice B–V corrigido de avermelhamento (B–V0) de −0,30.
A temperatura efetiva de uma estrela pode ser aproximada pela cor, mas isso não é muito preciso e modelamento espectral é necessário para derivar a temperatura. Temperaturas de 53 000 – 56 000 K são encontradas para R136a1 usando diferentes modelos atmosféricos. Modelos antigos produziram temperaturas próximas de 45 000 K e, portanto, luminosidades muito baixas. A temperatura extrema da estrela faz seu pico de radiação ser próximo de 50 nm e 99% da radiação ser emitida fora da faixa visível (uma correção bolométrica de aproximadamente −5).

### Tamanho

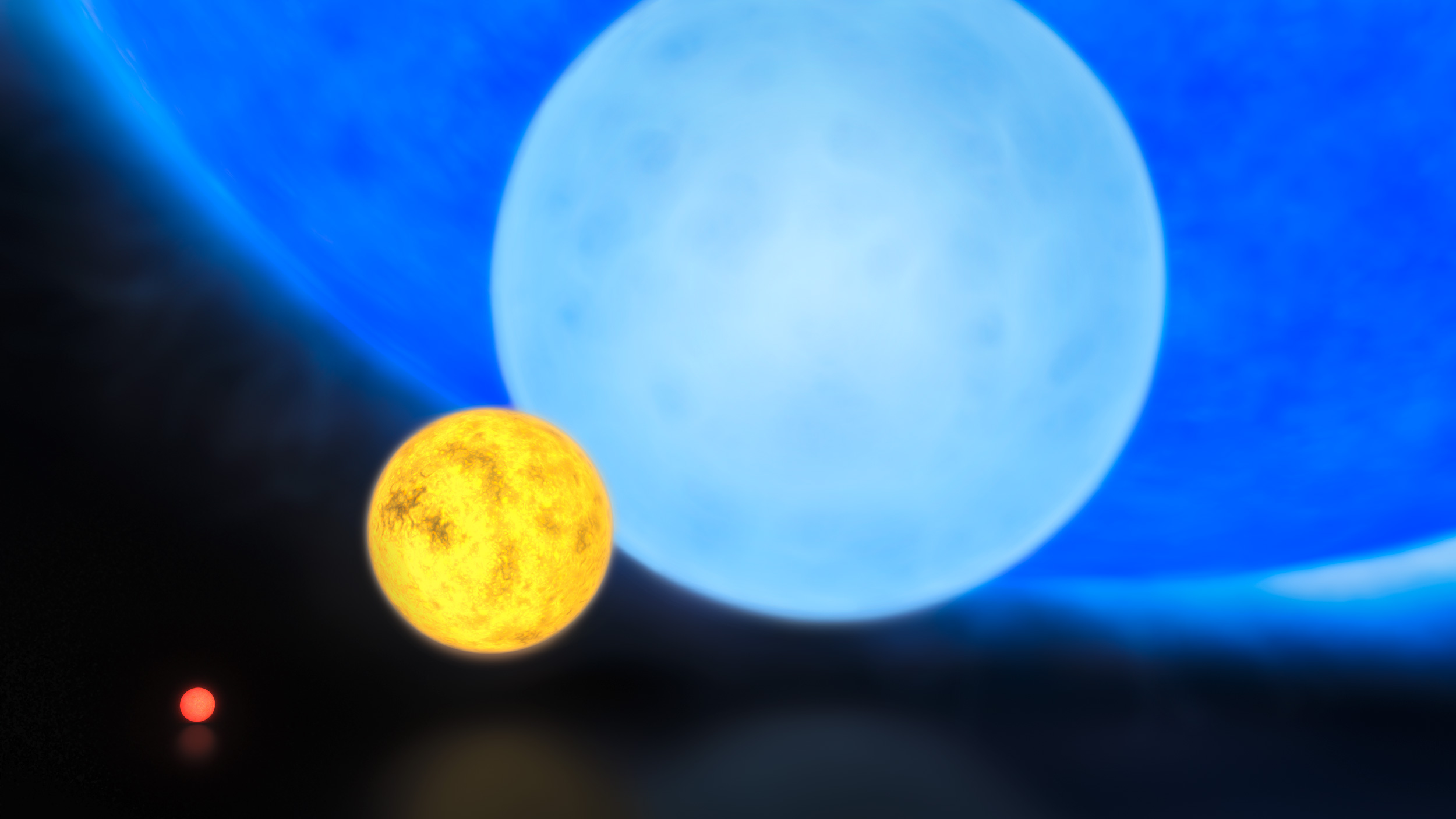
Comparação de tamanho entre (esquerda para direita): uma anã vermelha, o Sol, uma estrela de classe B da sequência principal, R136a1

R136a1 tem cerca de 30 vezes o raio solar (21 000 000 km; 1⁄7 UA) o que corresponde a um volume cerca de 27 mil vezes maior que o do Sol.
R136a1 não tem uma superfície visível bem definida como a Terra ou o Sol. O corpo hidrostático principal da estrela é cercado por uma densa atmosfera sendo acelerada para fora como vento estelar. Um ponto arbitrário dentro desse vento é definido como a superfície para medir o raio, e diferentes definições podem ser usadas. Por exemplo, uma profundidade óptica de Rosseland de 2/3 corresponde aproximadamente à superfície visível enquanto uma profundidade de 20 ou 100 corresponde mais perto de uma fotosfera física. Temperaturas estelares normalmente são citadas na mesma profundidade para que o raio e temperatura correspondam à luminosidade.
As dimensões de R136a1 são muito menores do que as maiores estrelas: supergigantes vermelhas têm raios de centenas a mais de mil vezes o raio solar, dezenas de vezes maiores que R136a1. Apesar da grande massa e dimensões modestas, R136a1 tem uma densidade média de cerca de 1% da solar; cerca de 14 kg/m3, mais que 10 vezes a densidade da atmosfera da Terra no nível do mar.

### Rotação
A taxa de rotação de R136a1 não pode ser medida diretamente já que a fotosfera está obscurecida pelo denso vento estelar e as linhas de absorção usadas para medir o alargamento rotacional pelo efeito Doppler não estão presentes no espectro. Uma linha de emissão de NV a 2,1 µm é produzida a uma grande profundidade no vento e pode ser usada para estimar a rotação. Em R136a1 ela tem uma largura à meia altura de cerca de 15 Å, indicando uma estrela de rotação lenta, apesar de que a estrela pode estar alinhada com um polo virado para a Terra. R136a2 e a3 possuem rotação rápida e os melhores modelos evolucionários para R136a1 correspondem a uma estrela em rotação com uma velocidade equatorial de cerca de 200 km/s, com idade de 1,75 milhões de anos.

## Evolução

### Formação
Modelos de acreção de nuvens moleculares preveem um limite superior à massa que uma estrela pode atingir antes que sua força de radiação impeça mais acreção. Os modelos de acreção mais simplistas com metalicidade de população I preveem um limite tão baixo quanto 40 M☉, mas teorias mais complexas permitem massas várias vezes maiores. Um limite empírico próximo de 150 M☉ tornou-se amplamente aceito. R136a1 claramente excede todos esses limites, levando ao desenvolvimento de novos modelos de acreção de uma estrela solitária potencialmente sem o limite superior, e ao potencial de formação de estrelas massivas por fusões estelares.
Como uma estrela solitária formada por acreção, as propriedades de uma estrela massiva como R136a1 ainda são incertas. Espectros sintéticos indicam ela nunca teria uma classe de luminosidade de sequência principal (V), nem mesmo um espectro normal de tipo O. A alta luminosidade, proximidade ao limite de Eddington e fortes ventos estelares provavelmente teriam criado um espectro If* ou WNh assim que R136a1 surgiu como uma estrela. Hélio e nitrogênio são rapidamente misturados na superfície devido ao grande núcleo convectivo e alta perda de massa, e a presença deles no vento estelar cria o espectro de emissão característico de estrelas Wolf-Rayet. A sequência principal de idade zero (ZAMS) em massas muito altas curva de volta para temperaturas mais frias, e com a metalicidade da Grande Nuvem de Magalhães a temperatura máxima prevista é de cerca de 56 000 K para estrelas de 150–200 M☉, então R136a1 teria sido um pouco mais fria que algumas estrelas da sequência principal um pouco menos massivas.
Durante a fusão de hidrogênio no núcleo, a fração de hélio no núcleo cresce e de acordo com o teorema do virial a pressão no núcleo e a temperatura aumentam. Isso leva a um aumento de luminosidade, então R136a1 é atualmente um pouco mais luminosa do que quando se formou. Com uma diminuição da temperatura as camadas externas da estrela inflam de tamanho, gerando perda de massa ainda mais alta.

### Estado atual
R136a1 está atualmente fundindo hidrogênio em hélio, predominantemente pelo ciclo CNO devido às altas temperaturas no núcleo. Apesar da aparência espectral de uma estrela Wolf–Rayet, esta é uma estrela jovem. O espectro de emissão é criado por um denso vento estelar causado pela luminosidade extrema, com as grandes quantidades de hélio e nitrogênio se espalhando do núcleo até a superfície por fortes correntes de convecção. R136a1 é efetivamente uma estrela da sequência principal. Mais de 90% da estrela é convectiva, com uma pequena camada não convectiva na superfície.

### Futuro
O desenvolvimento futuro de R136a1 é incerto, e não existem estrelas comparáveis para confirmar as previsões teóricas. A evolução de estrelas massivas depende criticamente da quantidade de massa que elas podem perder, e vários modelos dão resultados diferentes, nenhum completamente de acordo com as observações. Acredita-se que estrelas WNh evoluem para variáveis luminosas azuis conforme o hidrogênio do núcleo começa a acabar. Essa é uma fase importante de perda de massa extrema que permite que uma estrela, com metalicidade próxima da solar, transite para uma estrela Wolf Rayet sem hidrogênio. Estrelas que possuem uma mistura muito forte de material do núcleo até a superfície, devido a um grande núcleo convectivo, alta metalicidade ou mistura adicional por rotação, podem pular a fase de variável azul luminosa e evoluir diretamente de uma fase WNh rica em hidrogênio para uma estrela WN pobre em hidrogênio. A fusão de hidrogênio dura um pouco mais de dois milhões de anos, e a massa da estrela no fim desse processo deve ser próxima de 70–80 M☉. Uma estrela solitária com a metalicidade da Grande Nuvem de Magalhães, mesmo começando com uma rotação muito rápida, vai ser freada para quase zero rotação até o fim da queima de hidrogênio.
Após o começo da fusão de hélio, o hidrogênio remanescente na atmosfera será rapidamente perdido e R136a1 vai rapidamente contrair para uma estrela WNE sem hidrogênio e sua luminosidade vai diminuir. A esse ponto, estrelas Wolf-Rayet stars são compostas principalmente por hélio e estão localizadas na sequência principal de hélio de idade zero (He-ZAMS), análoga e paralela à sequência principal de queima de hidrogênio mas a temperaturas maiores.
Durante a fusão de hélio, carbono e oxigênio começam a se acumular no núcleo e a intensa perda de massa continua. Isso leva eventualmente ao desenvolvimento de um espectro WC, embora espera-se que uma estrela com a metalicidade da Grande Nuvem de Magalhães passe a maior parte de sua fase de queima de hélio com um espectro WN. Perto do fim da queima de hélio, a temperatura no núcleo aumenta e a perda de massa gera um aumento de luminosidade e temperatura, com o tipo espectral se tornando WO. Várias centenas de milhares de anos serão passados fundindo hélio, mas os estágios finais da queima de elementos mais pesados duram não mais que alguns milhares de anos. R136a1 vai eventualmente encolher para pouco mais de 50 M☉, com apenas 0,5 M☉ de hélio remanescente ao redor do núcleo.

### Supernova

Remanescente de supernova esperado por massa inicial e metalicidade

Qualquer estrela que produza um núcleo de carbono-oxigênio (C–O) com massa superior à massa máxima de uma anã branca (cerca de 1,4 M☉) vai inevitavelmente sofrer colapso do núcleo. Isso geralmente acontece quando um núcleo de ferro foi produzido e a fusão não pode mais fornecer a energia necessária para evitar o colapso, embora passa acontecer em outras circunstâncias.
Um núcleo de C–O com cerca de 64 a 133 M☉ se tornará tão quente que a radiação gama vai produzir espontaneamente pares elétron–pósitron, e a perda de energia rápida no núcleo causará seu colapso como uma supernova de instabilidade de par (PISN), por vezes chamada de supernova de criação de par (PCSN). Uma PISN é geralmente produzida apenas em estrelas com metalicidade muito baixa que não perdem massa suficiente para manter seus núcleos de C–O abaixo de 64 M☉. Isso também pode ocorrer em estrelas muito massivas com a metalicidade da Grande Nuvem de Magalhães, mas a massa prevista do núcleo de C–O der R136a1 é de menos de 50 M☉, então uma PISN é improvável.
O colapso do núcleo de ferro pode produzir uma supernova, e ocasionalmente uma erupção de raios gama (GRB). A supernova será do tipo I já que a estrela não tem hidrogênio, e tipo Ic já que ela quase não tem hélio. Núcleos de ferro particularmente massivos podem fazer a estrela inteira colapsar como um buraco negro sem uma explosão visível, ou uma supernova subluminosa conforme o 56Ni radioativo cair de volta no buraco negro gerado. Outros modelos preveem que um núcleo tão grande produza grandes quantidades de 56Ni, gerando uma supernova superluminosa.
Um supernova tipo Ic pode produzir uma erupção de raios gama se a estrela estiver rotacionando e tiver massa apropriada. Espera-se que R136a1 perca toda sua rotação muito antes do colapso do núcleo, então uma erupção de raios gama é improvável.
O remanescente de uma supernova de colapso de núcleo tipo Ic é ou uma estrela de nêutrons ou um buraco negro, dependendo da massa do núcleo progenitor. R136a1 terá um núcleo muito mais massivo que a massa máxima de uma estrela de nêutrons, portanto um buraco negro é inevitável.